# Scatopsciara ampliocerosa
Scatopsciara ampliocerosa är en tvåvingeart som beskrevs av Werner Mohrig 1996. Scatopsciara ampliocerosa ingår i släktet Scatopsciara och familjen sorgmyggor. Inga underarter finns listade i Catalogue of Life.